# 詹姆斯·文斯
詹姆斯·文斯（英語：James Vince；1991年3月14日—）是一位英格蘭板球運動員。他現在效力於漢普郡板球俱樂部。他也是英格蘭板球代表隊的一員，代表英格蘭參加國際板球賽事。